# Puerto de Rosario

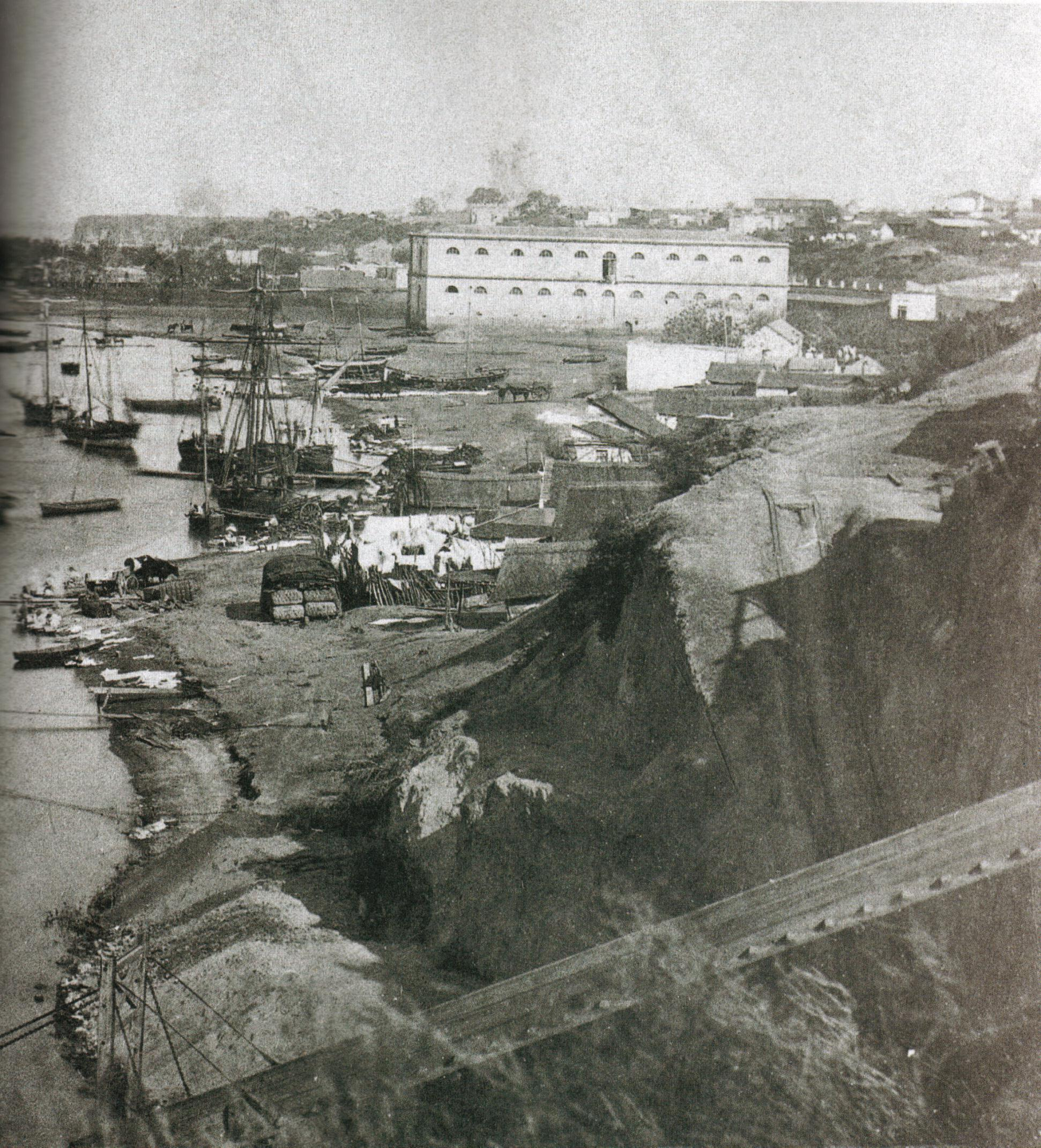
Puerto de Rosario en 1868.

El Puerto de Rosario es un puerto fluvial con acceso desde el océano Atlántico. Se trata de uno de los mayores centros de exportación de bienes de Argentina, localizado en la ciudad de Rosario, provincia de Santa Fe, en la margen derecha (oeste) del río Paraná. Está situado a 550 km río arriba del mar Argentino, siendo el eje de la mayor zona portuaria del país conocida como Up-River.

## Características

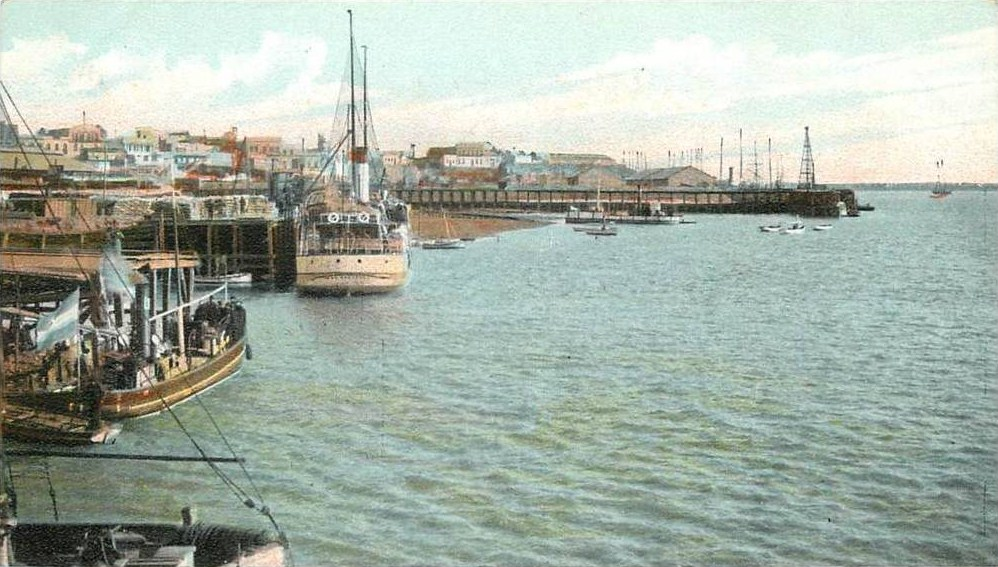
Muelles en Rosario, ca. 1910.

En este punto del curso del Paraná (km 420) se encuentra la transición en la profundidad entre navegación de ultramar y de río. El canal principal directamente enfrente al puerto tiene la ventaja de preservar una profundidad de 32 pies, con menor periodo de dragado. Esto permite la navegación de aguas abajo de buques del tipo Panamax. El Paraná tiene 600 m de ancho en el km 418 y pasa a 2 km de ancho aguas abajo. 
Se denomina "Puerto Rosario" al conjunto de instalaciones situadas entre los km 413,3 y 420,3 del río Paraná, con Jurisdicción del Ente Administrador Puerto Rosario (ENAPRO). 
Este puerto es el más grande de una serie de puertos localizados en varias ciudades del Gran Rosario al norte y al sur de la ciudad de Rosario. Los distintos complejos portuarios se desarrollan por aproximadamente 90 km sobre la margen derecha del río Paraná desde la localidad de Timbúes al norte (aproximadamente 45 km aguas arriba de la ciudad de Rosario) hasta la ciudad de Villa Constitución al sur (aproximadamente 45 km, aguas abajo de la ciudad de Rosario).
El gran desarrollo de estas infraestructuras portuarias está directamente relacionado con los complejos industriales dedicados al procesamiento de oleaginosos instalados en la zona de Rosario. De hecho 150 km alrededor de dicha ciudad, región eminentemente agrícola, se encuentra una de las zonas mundialmente más importantes de producción de soja y de girasol. Prácticamente toda la producción de esas oleaginosas se procesa en la región y a través de sus puertos se exporta el aceite y los demás subproductos obtenidos, además de otros tipos de bienes manufacturados en la zona.
En octubre de 2005, la Secretaría Nacional de Puertos y Vías Navegables ordenó el comienzo de dragados del Paraná a una profundidad de 34 pies, en una 1.ª etapa, para llevarla luego a 36, aguas abajo de Puerto General San Martín; permitiendo el movimiento de cargas de hasta 50 000 toneladas. Diez años después, se inauguró una obra de 42 000 000 (cuarenta y dos millones) de dólares que optimiza la logística del comercio internacional, comprende nuevo muelle multipropósito que construyó en su terminal sobre el río Paraná que permite exportar hasta 380 millones de dólares más.

### Nodo portuario Gran Rosario
El Gran Rosario es el nodo portuario agroexportador más importante del mundo. Con un total bruto de 79 millones de toneladas (Mt) despachadas de granos, harinas y aceites en el año 2019, el nodo portuario del Gran Rosario se convirtió en la zona portuaria de exportación de productos más importante a nivel mundial. Le sigue de cerca el distrito aduanero estadounidense de Nueva Orleans, Luisiana, en Estados Unidos con 64,45 Mt exportadas mientras que en tercer lugar por volumen exportado se ubica el puerto brasilero de Santos, con 42,65 Mt.
Dado la fluctuación de las cosechas, en 2022 con embarques de granos, harinas y aceites por 69,1 Mt, el Gran Rosario mantuvo el segundo puesto en el ranking de nodos portuarios agroexportadores del mundo, pero se amplió la brecha con Nueva Orleans, que mantiene el primer puesto.

## Galería fotográfica

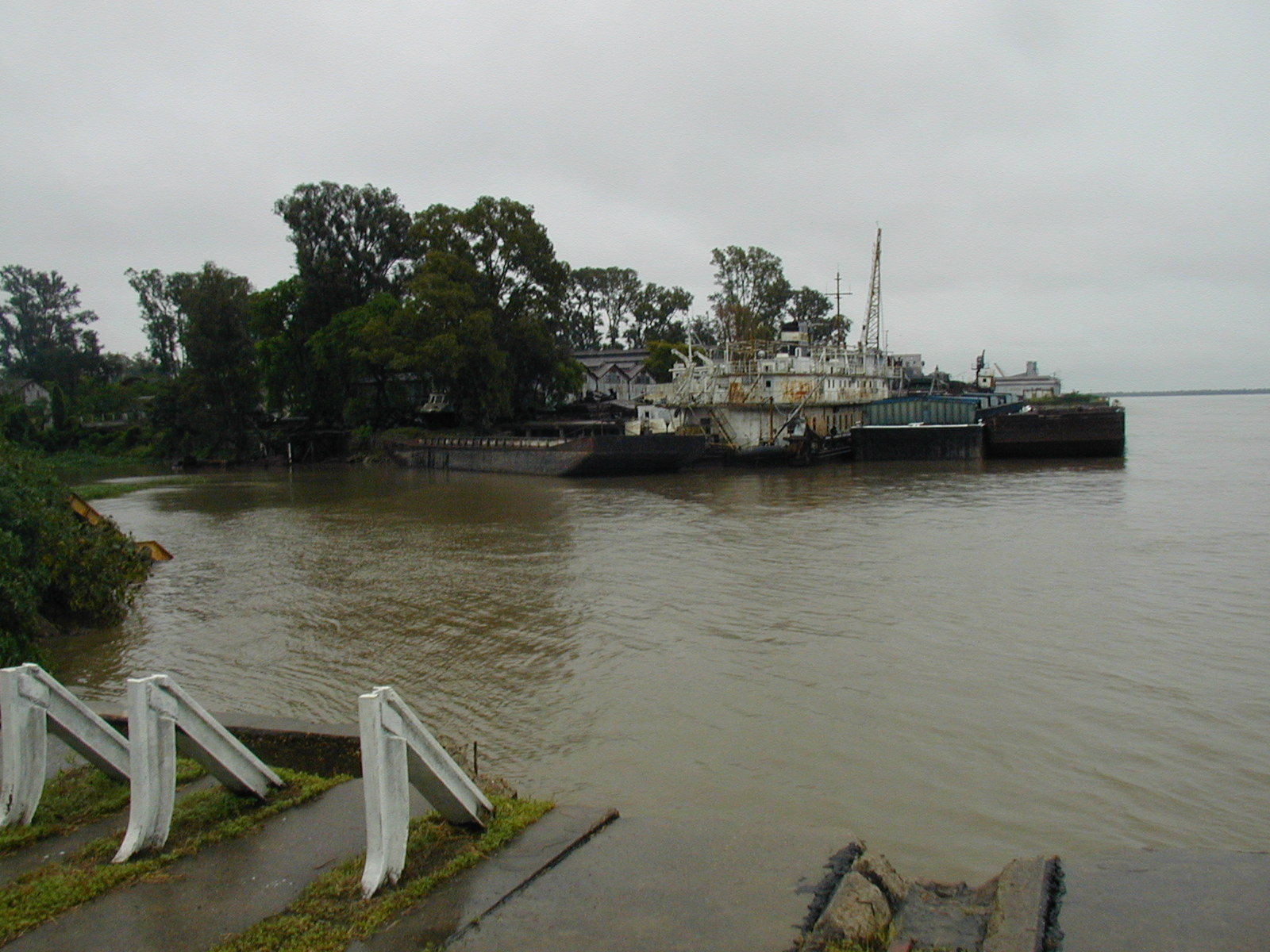
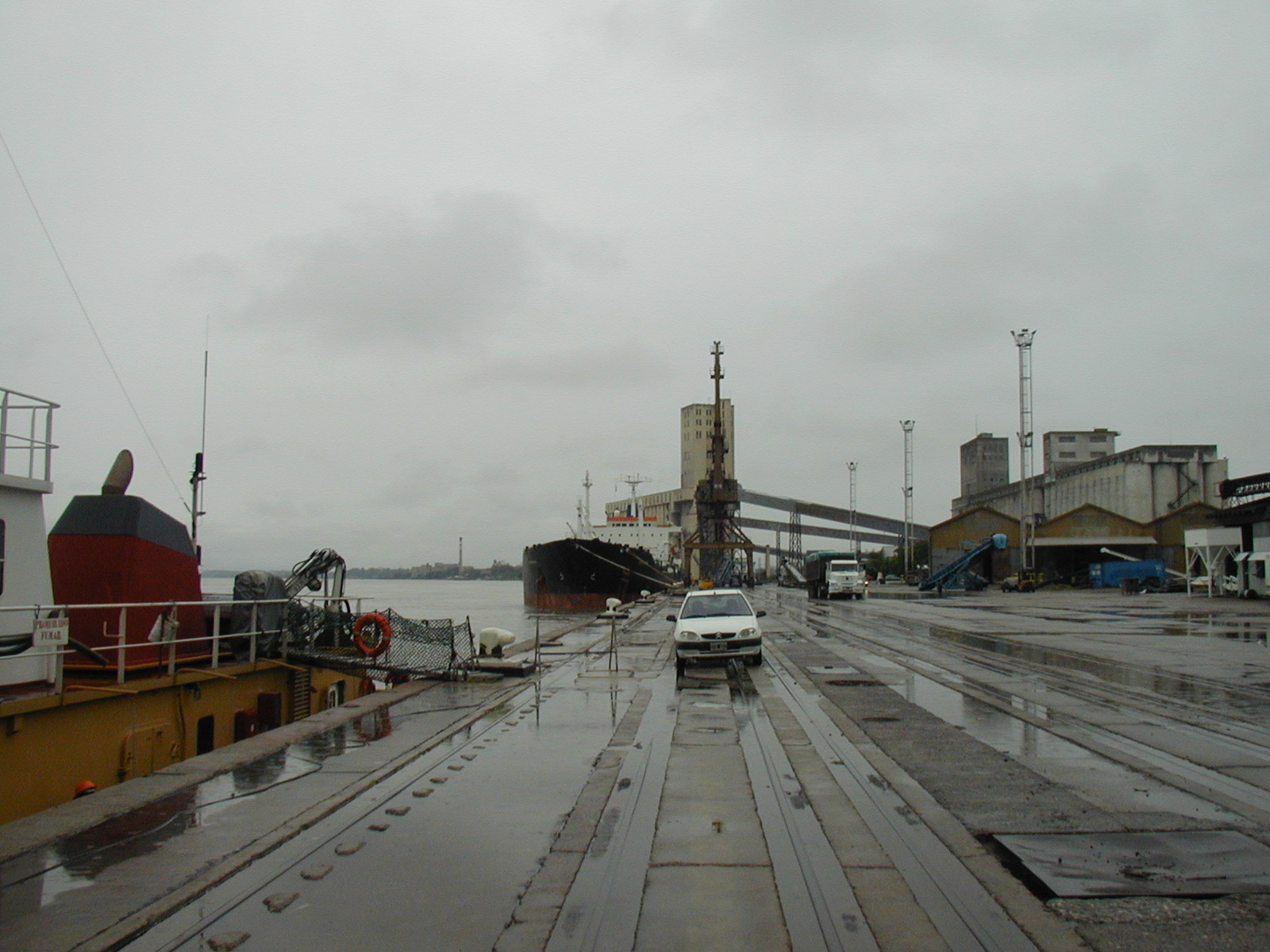
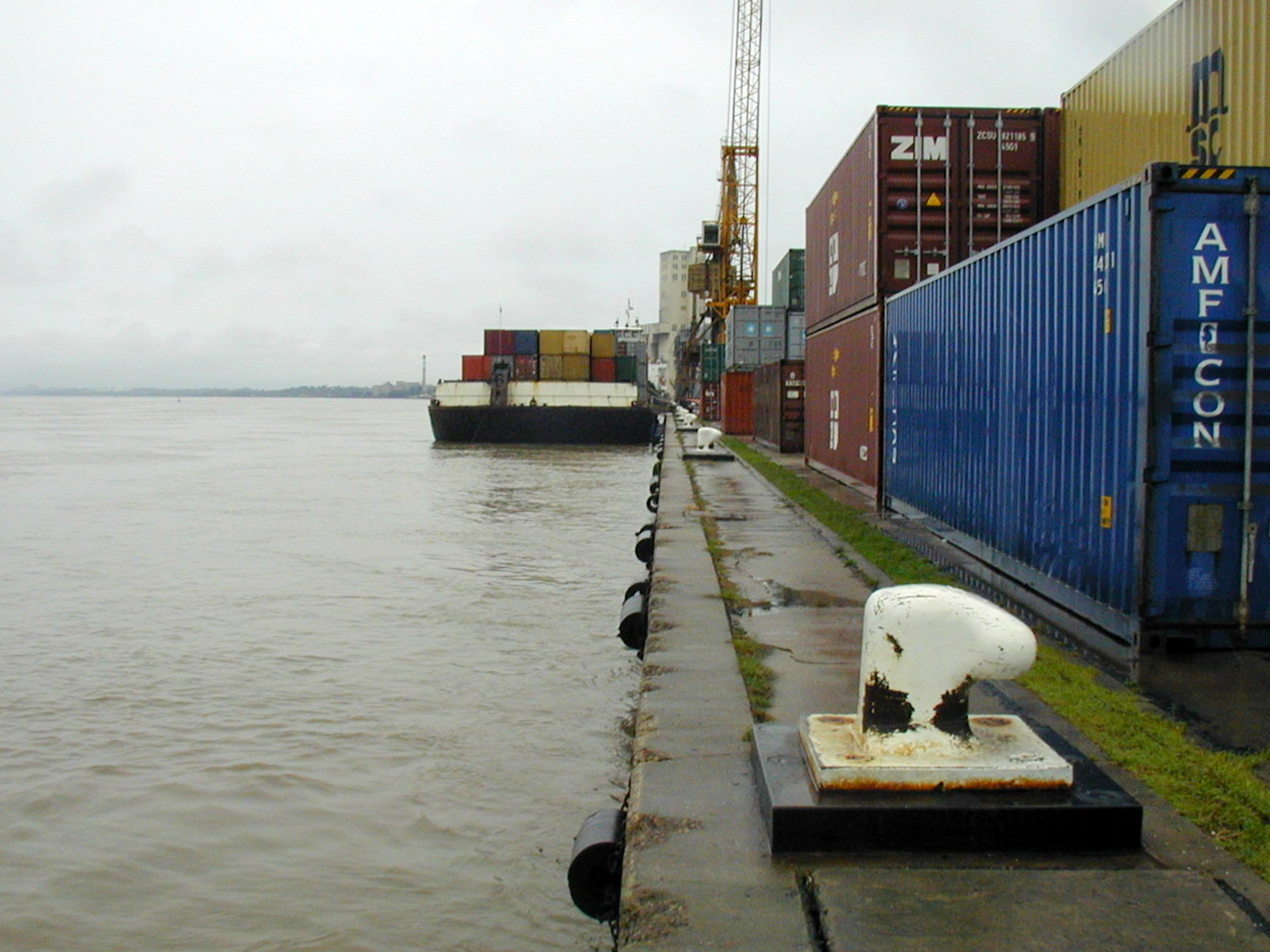

## Conexiones
Es parte del Corredor Bioceánico, que une el Atlántico con el océano Pacífico vía Buenos Aires, Rosario, provincia de Córdoba, región de Cuyo y de norte a sur formando un eje con la Hidrovía río Paraguay-Paraná. Da servicio al área de la provincia de Santa Fe, que produce una gran parte de las exportaciones de Argentina, e indirectamente a todo el bloque de comercio Mercosur. En 2003, el tráfico fue de 4,9 millones de t.
Cargas de otras partes de Argentina se movilizan al puerto por FF.CC. Nuevo Central Argentino, comunicando con el oeste de Córdoba, y con Zárate (ciudad) al sur, así como las rutas nacionales y provinciales que convergen en Rosario. La unión con el noreste se perfeccionó en 2003 con la apertura del Puente Rosario-Victoria, que une Rosario con esa ciudad de la provincia de Entre Ríos. El Aeropuerto Internacional Rosario Islas Malvinas, a 15 km al este, ha sido reformado para trabajar con tráfico de cargas.
A través de los ferrocarriles Belgrano y San Martín llegan al puerto cargas del norte y centro del país.

## Administración

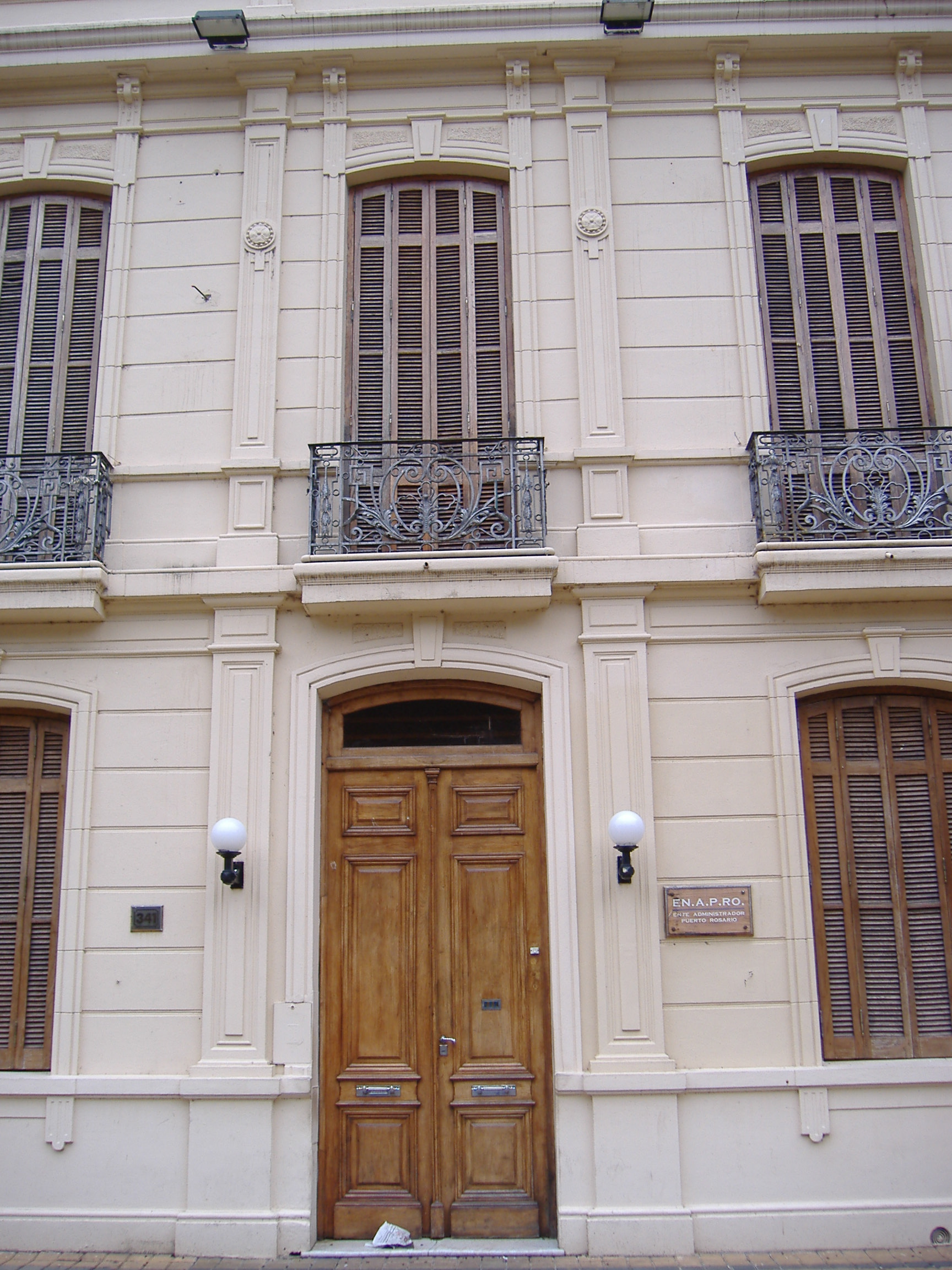
Oficinas de ENAPRO, administradora del puerto.

El Puerto de Rosario es manejado por el ENAPRO: Ente Administrador del Puerto Rosario, un Ente creado en 1994, supervisada por el gobierno provincial, que concesiona a compañías privadas. Su primer contrato lo hizo en 1998 con la International Container Terminal Services (ICTSI), que opera el Puerto de Manila y la terminal en el Puerto de Buenos Aires. La subsidiaria de ICTSI de Argentina: "Puerto Rosario S. A." (PROSA), tuvo conflictos laborales y acciones de huelga, después de haber echado a un grupo de operarios; para luego readmitirlos. También falló en pagar los royalties al ENAPRO. En 2000 la concesión se revocó.
En 2002 una nueva compañía, Terminal Puerto Rosario S. A. (que maneja el Puerto de Tarragona, España) ganó la concesión de las Terminales 1 y 2 del puerto, por 30 años. Desde el año 2009, el Grupo Vicentin ingresa como accionista mayoritario y el año 2012 Ultramar, Multinacional de capitales chilenos se asocia y comienza una etapa de crecimiento, renovación y desarrollo.